# Jimmy Pop
Jimmy Pop, właśc. James Moyer Franks (ur. 27 sierpnia 1972 w Trappe) – amerykański wokalista i gitarzysta, członek zespołu Bloodhound Gang.

## Życiorys
W roku 1990 ukończył Perkiomen Valley High School, po czym studiował masową komunikację i historię na Temple University, gdzie spotkał Evila Jareda Hasselhoffa. W międzyczasie założył Jimmy Franks Recording Company, wytwórnię płytową oznaczoną swoim prawdziwym imieniem i nazwiskiem. Wspomagała ona wydawanie albumów BHG, a także albumów takich zespołów jak: Helltrain, Isabelle's Gift i HIM. Jimmy był również w latach 90. aktywnym współpracownikiem amerykańskiego pisemka satyrycznego o nazwie POPsmear.
Wraz z Daddy Long Legs w 1992 roku założył zespół o nazwie Bloodhound Gang. Jako jedyny jest w Bloodhound Gang od samego początku, dotychczas wydał z zespołem 4 płyty długogrające, obecnie trwają prace nad najnowszą. Znany, podobnie jak cały zespół z kontrowersyjnego zachowania. Pisze wszystkie piosenki dla Bloodhound Gang. Jego ulubioną grupą muzyczną jest Depeche Mode.
W zespole jest wokalistą, sporadycznie gra na gitarze (z reguły firmy PRS Guitars). Na gitarze zaczął grać od momentu wyjazdu w trasę koncertową promującą album Hooray for Boobies – na gitarze gra wyłącznie na koncertach.
Interesuje się baseballem. Jego ulubioną drużyną jest Philadelphia Phillies.

## Projekty sceniczne
Jimmy jest członkiem grupy The DiCamillo Sisters, na którą składają się : Bam Margera, Brandon DiCamillo, Jess Margera i właśnie Jimmy. W 2006 grupa wydała album But Why's It So Cold?.
Wraz z niemieckim DJ-em Tomcraftem stworzył piosenkę "Broadsword Calling Danny Boy" w roku 2006.
W 2007 roku stworzył wraz z niemiecką grupą Scooter piosenkę "The Shit That Killed Elvis".

## Epizody w filmie
Jimmy wziął udział w serii filmów CKY. Uczestniczył w jednym z epizodów Viva la Bam, w którym to pożycza Lamborghini należące do Bama Margery bez pytania. Zaistniał w filmie Dudesons. Ponadto wystąpił w kilku odcinkach Jackass i Viva la Bam.
Jimmy wziął udział w projekcie scenicznym Bam's Unholy Union, gdzie towarzyszył Bamowi Margerze.